# 麹蓋
麹蓋（こうじぶた）とは、日本酒の醸造工程で使う道具の一つで、麹造りの段階で用いられる。もろ蓋ともいう。
吟醸酒など高級酒を仕込むときには、高度な技術と機械に頼らない手作業が必要とされるが、麹造りの段階でそれにあたる蓋麹法（ふたこうじほう）のなかで、盛りと呼ばれる、熱を帯びてきた米麹を小分けにするときに詰める箱状の道具が麹蓋である。蔵人言葉では通常「蓋」（ふた）と略称される。
麹蓋は、杉の柾目（まさめ）で作られており、縦45cm×横30cm×深さ5cmほどの寸法である。ここにだいだい一升ぐらいずつ米麹が入る。これは米を一升ぐらいずつ小分けにして管理を行き届けさせながら、熱をさますためである。

## 麹箱
蓋麹法より、もっと簡略化された箱麹法（はここうじほう）では麹蓋をそのまま大きくしたような麹箱（こうじばこ）、蔵人言葉では単に「箱」（はこ）を用いる。これは中級酒向けの道具である。

## 麹床
箱麹法より、さらに簡略化された床麹法（とここうじほう）では、箱状の道具は用いず、麹室に設けられた大きな台のうえに蒸し米を広げ、そこへ麹菌を振りかけると、その台に乗せたまま切り返しからあとの熱を冷ます工程をおこなう。この台のことを麹床（こうじどこ）、蔵人言葉で単に「床」（とこ）という。普通酒向けである。